# Gonneville-sur-Scie
Pour les autres communes du même nom, voir Gonneville (homonymie).
Gonneville-sur-Scie est une commune française située dans le département de la Seine-Maritime en région Normandie.

## Géographie

### Localisation
Gonneville-sur-Scie est un village normand situé à vol d'oiseau à 5 km au nord-ouest de Val-de-Scie, 9 km au nord de Tôtes et 35 km de Rouen, 28 km au nord-est d'Yvetot, 19 km de Dieppe et du littoral de la Manche et 27 km à l'ouest de Neufchâtel-en-Bray.
La commune se trouve dans l'aire d'attraction de Rouen, dans la zone d'emploi de Dieppe-Caux Maritime et dans le bassin de vie de Val-de-Scie.

### Communes limitrophes
Les communes limitrophes sont  Beauval-en-Caux, Belmesnil, Criquetot-sur-Longueville, Heugleville-sur-Scie, Notre-Dame-du-Parc et Saint-Crespin.
| Belmesnil       | Criquetot-sur-Longueville | Saint-Crespin      |
| Beauval-en-Caux | Gonneville-sur-Scie       |                    |
|                 | Heugleville-sur-Scie      | Notre-Dame-du-Parc |

### Géologie et relief
La superficie de la commune est de 8,73 km2 ; son altitude varie de 72  à   142 mètres.

### Hydrographie
La commune est située dans le bassin Seine-Normandie. Elle est drainée par la Scie,.
La Scie s'écoule du sud vers le nord, sur le flanc sud-est du territoire communal, dont elle constitue une limite. D'une longueur de 38 km, elle prend sa source dans la commune d'Étaimpuis et se jette  dans la Manche à Hautot-sur-Mer, après avoir traversé 20 communes. Les caractéristiques hydrologiques de la Scie sont données par la station hydrologique située sur la commune de Notre-Dame-du-Parc. Le débit moyen mensuel est de 1,09 m3/s. Le débit moyen journalier maximum est de 5,33 m3/s, atteint lors de la crue du 22 janvier 2018. Le débit instantané maximal est quant à lui de 11,9 m3/s, atteint le même jour.

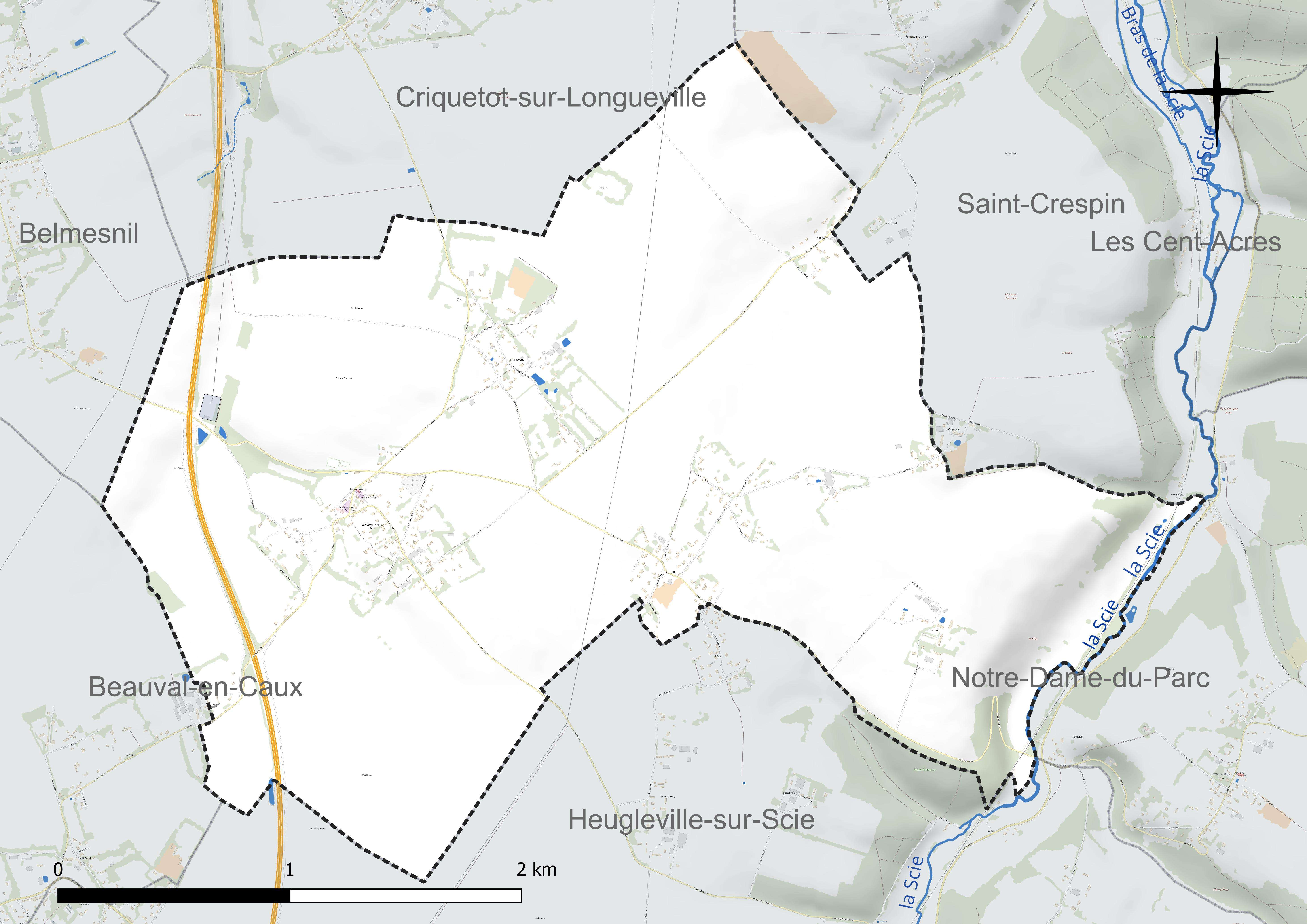
Réseau hydrographique de Gonneville-sur-Scie.

### Climat
Pour des articles plus généraux, voir Climat de la Normandie et Climat de la Seine-Maritime.
En 2010, le climat de la commune est de type climat océanique altéré, selon une étude du CNRS s'appuyant sur une série de données couvrant la période 1971-2000. En 2020, Météo-France publie une typologie des climats de la France métropolitaine dans laquelle la commune est exposée à un climat océanique et est dans la région climatique Côtes de la Manche orientale, caractérisée par un faible ensoleillement (1 550 h/an) ; forte humidité de l’air (plus de 20 h/jour avec humidité relative > 80 % en hiver), vents forts fréquents. Parallèlement le GIEC normand, un groupe régional d’experts sur le climat, différencie quant à lui, dans une étude de 2020, trois grands types de climats pour la région Normandie, nuancés à une échelle plus fine par les facteurs géographiques locaux. La commune est, selon ce zonage, exposée à un « climat maritime », correspondant au Pays de Caux, frais, humide et pluvieux, légèrement plus frais que dans le Cotentin.
Pour la période 1971-2000, la température annuelle moyenne est de 10,2 °C, avec une amplitude thermique annuelle de 14,1 °C. Le cumul annuel moyen de précipitations est de 898 mm, avec 13 jours de précipitations en janvier et 8,7 jours en juillet. Pour la période 1991-2020, la température moyenne annuelle observée sur la station météorologique la plus proche, située sur la commune de Dieppe à 19 km à vol d'oiseau, est de 11,3 °C et le cumul annuel moyen de précipitations est de 805,2 mm,. Pour l'avenir, les paramètres climatiques de la commune estimés pour 2050 selon différents scénarios d'émission de gaz à effet de serre sont consultables sur un site dédié publié par Météo-France en novembre 2022.

## Urbanisme

### Typologie
Au 1er janvier 2024, Gonneville-sur-Scie est catégorisée commune rurale à habitat dispersé, selon la nouvelle grille communale de densité à sept niveaux définie par l'Insee en 2022.
Elle est située hors unité urbaine. Par ailleurs la commune fait partie de l'aire d'attraction de Rouen, dont elle est une commune de la couronne,. Cette aire, qui regroupe 317 communes, est catégorisée dans les aires de 200 000 à moins de 700 000 habitants,.

### Occupation des sols

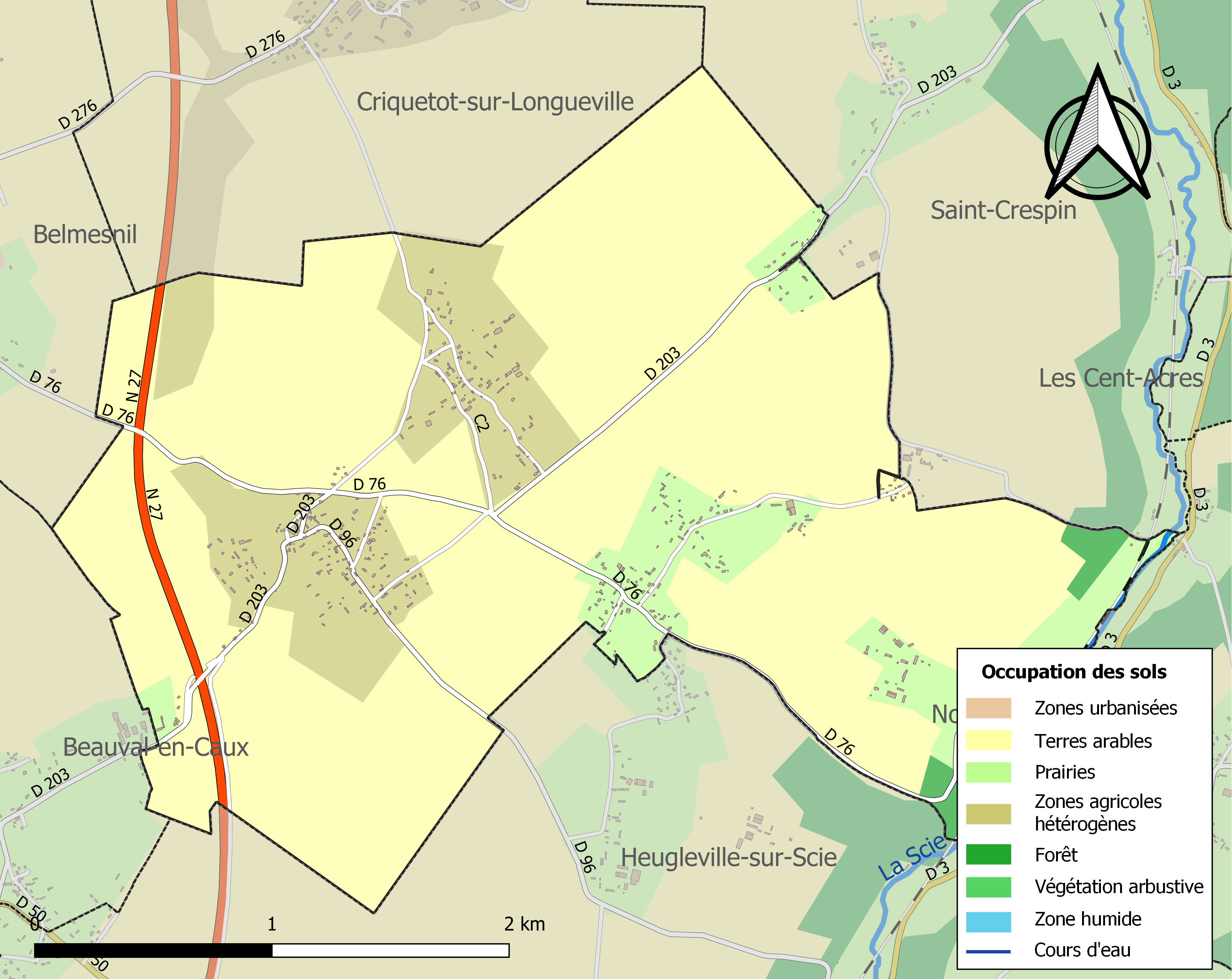
Carte des infrastructures et de l'occupation des sols de la commune en 2018 (CLC).

L'occupation des sols de la commune, telle qu'elle ressort de la base de données européenne d’occupation biophysique des sols Corine Land Cover (CLC), est marquée par l'importance des territoires agricoles (98,7 % en 2018), une proportion identique à celle de 1990 (98,7 %).
La répartition détaillée en 2018 est la suivante : terres arables (74,7 %), zones agricoles hétérogènes (14 %), prairies (10 %), forêts (1,3 %).
L'évolution de l’occupation des sols de la commune et de ses infrastructures peut être observée sur les différentes représentations cartographiques du territoire : la carte de Cassini (XVIIIe siècle), la carte d'état-major (1820-1866) et les cartes ou photos aériennes de l'IGN pour la période actuelle (1950 à aujourd'hui).

### Lieux-dits, hameaux et écarts
La commune compte, outre le chef-lieu, plusieurs hameaux : Les Hameaux, au nord, Carcuit et Le Mesnil, au sud.

### Habitat et logement
En 2021, le nombre total de logements dans la commune était de 215, alors qu'il était de 202 en 2016 et de 185 en 2011.
Parmi ces logements, 88,7 % étaient des résidences principales, 8,5 % des résidences secondaires et 2,8 % des logements vacants. Ces logements étaient pour 99,1 % d'entre eux des maisons individuelles et pour 0 % des appartements.
Le tableau ci-dessous présente la typologie des logements à Gonneville-sur-Scie en 2021 en comparaison avec celle de la Seine-Maritime et de la France entière. Une caractéristique marquante du parc de logements est ainsi une proportion de résidences secondaires et logements occasionnels (8,5 %) supérieure à celle du département (4,1 %) mais inférieure à celle de la France entière (9,7 %).
| Typologie                                               | Gonneville-sur-Scie | Seine-Maritime | France entière |
| ------------------------------------------------------- | ------------------- | -------------- | -------------- |
| Résidences principales (en %)                           | 88,7                | 88             | 82,2           |
| Résidences secondaires et logements occasionnels (en %) | 8,5                 | 4,1            | 9,7            |
| Logements vacants (en %)                                | 2,8                 | 7,9            | 8,1            |

### Voies de communication et transports
La commune est traversée par la Route nationale 27, aménagée comme voie express, et est facilement accessible depuis le tracé initial de cette route, l’actuelle RD 927.

### Énergie
Un poste source Enedis est implanté à Gonneville-sur-Scie, qui alimente en électricité plus de 10 000 personnes.

## Toponymie
Le nom de la localité est attesté sous les formes Gonneville et Gonnevilla vers 1022 et 1026.
Nom médiéval en -ville « domaine rural », précédé du nom de personne norrois Gunnulfr[réf. nécessaire].
Gunnolfr / Gunnulfr signifie « loup combattant » - attesté en Normandie dans les noms de lieux Gonnetot, Gonneville, Guenouville et les patronymes Gounout, Gounouf[réf. nécessaire].
La Scie est un fleuve côtier de Normandie qui se jette dans la Manche.

## Politique et administration

### Rattachements administratifs et électoraux

#### Rattachements administratifs
La commune se trouve dans l'arrondissement de Dieppe du département de la Seine-Maritime.
Elle faisait partie depuis 1801 du canton de Tôtes. Dans le cadre du redécoupage cantonal de 2014 en France, cette circonscription administrative territoriale a disparu, et le canton n'est plus qu'une circonscription électorale.

#### Rattachements électoraux
Pour les élections départementales, la commune fait partie depuis 2014 du canton de Luneray.
Pour l'élection des députés, elle fait partie de la dixième circonscription de la Seine-Maritime.

### Intercommunalité
Gonneville-sur-Scie était membre de la communauté de communes des Trois Rivières, un établissement public de coopération intercommunale (EPCI) à fiscalité propre créé en 2002 et auquel la commune avait transféré un certain nombre de ses compétences, dans les conditions déterminées par le code général des collectivités territoriales.
Dans le cadre des dispositions de la loi portant nouvelle organisation territoriale de la République du 7 août 2015, qui prévoit que les établissements publics de coopération intercommunale (EPCI) à fiscalité propre doivent avoir un minimum de 15 000 habitants, cette intercommunalité a fusionné avec ses voisines pour former, le 1er janvier 2017, la communauté de communes Terroir de Caux, dont est désormais membre la commune.

### Liste des maires
| Période                                  | Période                       | Identité                          | Étiquette | Qualité                                         |
| ---------------------------------------- | ----------------------------- | --------------------------------- | --------- | ----------------------------------------------- |
| Les données manquantes sont à compléter. |                               |                                   |           |                                                 |
|                                          |                               |                                   |           |                                                 |
| décembre 1792                            |                               | Adrien Bocquerel                  |           |                                                 |
| décembre 1795                            |                               | Jean Gremare                      |           |                                                 |
| mars 1797                                |                               | Jean Boulard                      |           |                                                 |
| avril 1798                               |                               | Pierre Molle                      |           |                                                 |
| mars 1799                                |                               | Jacques Fremont                   |           |                                                 |
| septembre 1800                           |                               | Joseph Diel                       |           |                                                 |
| juillet 1816                             |                               | Louis Evrard                      |           |                                                 |
| février 1826                             |                               | Alexandre Grandin de Raimbouville |           |                                                 |
| octobre 1830                             |                               | Charles Collet                    |           |                                                 |
| septembre 1846                           |                               | Nicolas Viger                     |           |                                                 |
| janvier 1881                             |                               | Octave Grandin de Raimbouville    |           |                                                 |
| mai 1888                                 |                               | Ernest Varneville                 |           |                                                 |
| décembre 1899                            |                               | Joseph Diel                       |           |                                                 |
| mars 1836                                |                               | Henri Petit                       |           |                                                 |
| mai 1945                                 |                               | Jacques Grandin de Raimbouville   |           |                                                 |
| octobre 1947                             | mars 1959                     | Jules Picard                      |           |                                                 |
| mars 1959                                | mars 1965                     | Maurice Heluin                    |           |                                                 |
| mars 1965                                | mars 2001                     | Jacques Fabulet                   | DVD       |                                                 |
| mars 2001                                | 2014                          | Jean-Claude Liard                 |           | Président du SIVOS du Pont Rouge                |
| 2014                                     | En cours (au 15 janvier 2025) | Williams Delarue                  |           | Employé retraité Réélu pour le mandat 2020-2026 |

## Population et société

### Démographie
L'évolution du nombre d'habitants est connue à travers les recensements de la population effectués dans la commune depuis 1793. Pour les communes de moins de 10 000 habitants, une enquête de recensement portant sur toute la population est réalisée tous les cinq ans, les populations de référence des années intermédiaires étant quant à elles estimées par interpolation ou extrapolation. Pour la commune, le premier recensement exhaustif entrant dans le cadre du nouveau dispositif a été réalisé en 2005.

En 2022, la commune comptait 548 habitants, en évolution de +18,61 % par rapport à 2016 (Seine-Maritime : +0,35 %, France hors Mayotte : +2,11 %).
| 1793 | 1800 | 1806 | 1821 | 1831 | 1836 | 1841 | 1846 | 1851 |
| ---- | ---- | ---- | ---- | ---- | ---- | ---- | ---- | ---- |
| 668  | 787  | 781  | 871  | 832  | 838  | 820  | 832  | 736  |

| 1856 | 1861 | 1866 | 1872 | 1876 | 1881 | 1886 | 1891 | 1896 |
| ---- | ---- | ---- | ---- | ---- | ---- | ---- | ---- | ---- |
| 677  | 696  | 692  | 660  | 642  | 576  | 576  | 558  | 572  |

| 1901 | 1906 | 1911 | 1921 | 1926 | 1931 | 1936 | 1946 | 1954 |
| ---- | ---- | ---- | ---- | ---- | ---- | ---- | ---- | ---- |
| 588  | 553  | 485  | 416  | 392  | 373  | 365  | 438  | 442  |

| 1962 | 1968 | 1975 | 1982 | 1990 | 1999 | 2005 | 2006 | 2010 |
| ---- | ---- | ---- | ---- | ---- | ---- | ---- | ---- | ---- |
| 414  | 387  | 375  | 366  | 350  | 348  | 399  | 414  | 436  |

| 2015 | 2020 | 2022 | - | - | - | - | - | - |
| ---- | ---- | ---- | - | - | - | - | - | - |
| 464  | 522  | 548  | - | - | - | - | - | - |

## Culture locale et patrimoine

### Lieux et monuments
- Église Saint-Valery.
- Carré militaire au cimetière qui contient les tombes de huit soldats Morts pour la France de la Première Guerre mondiale[24],[25]

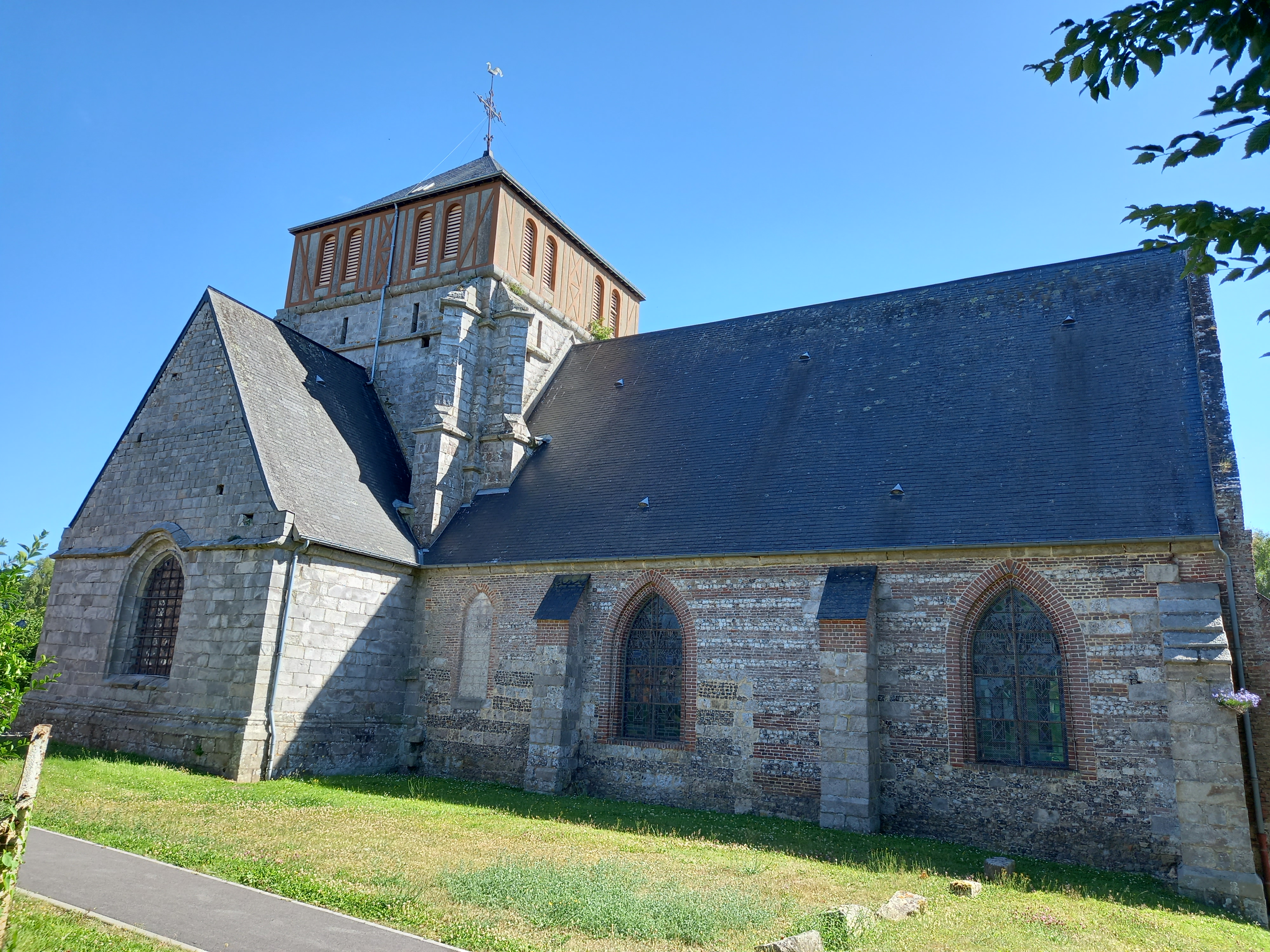
L'église...
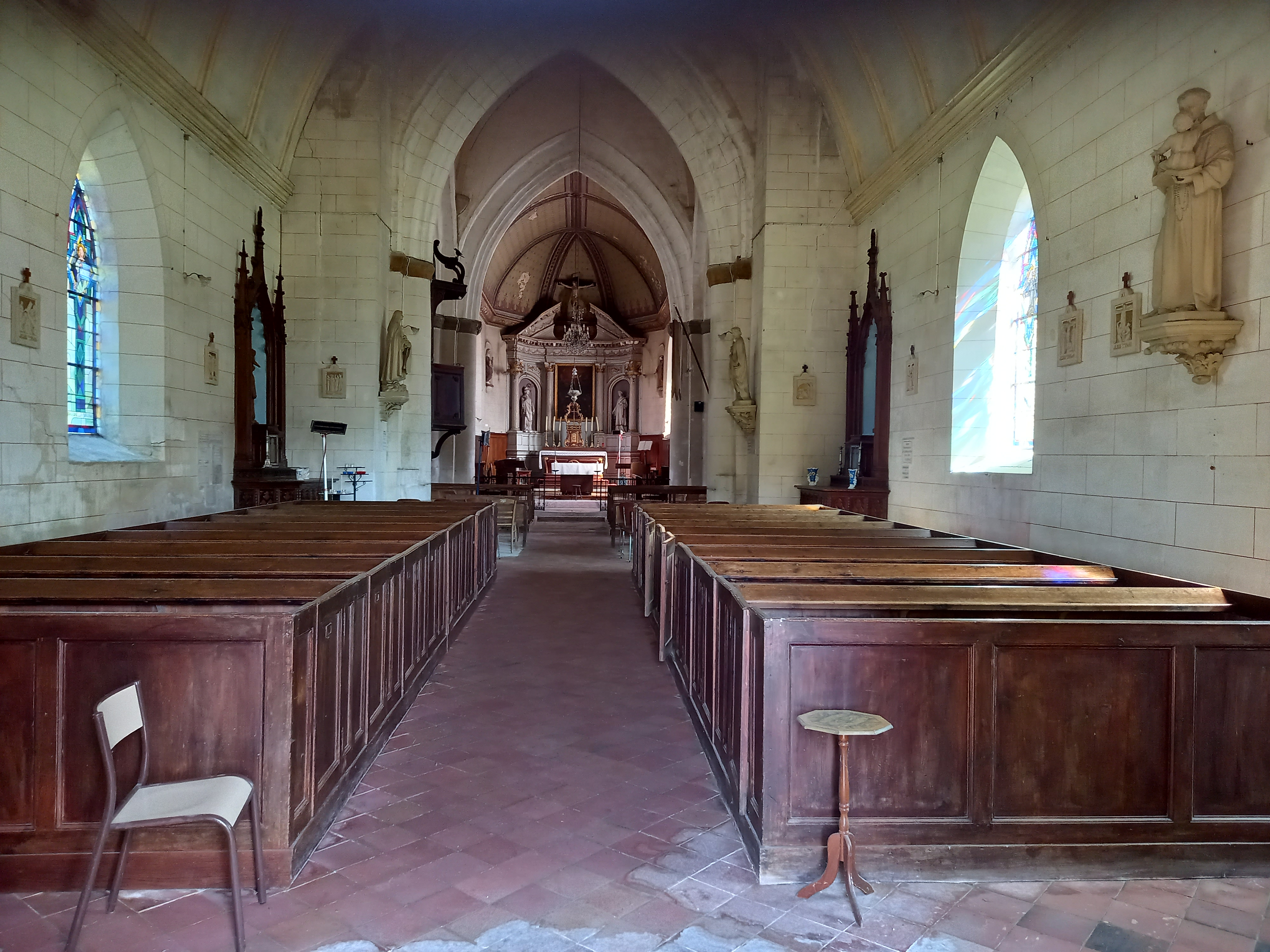
... et sa nef.
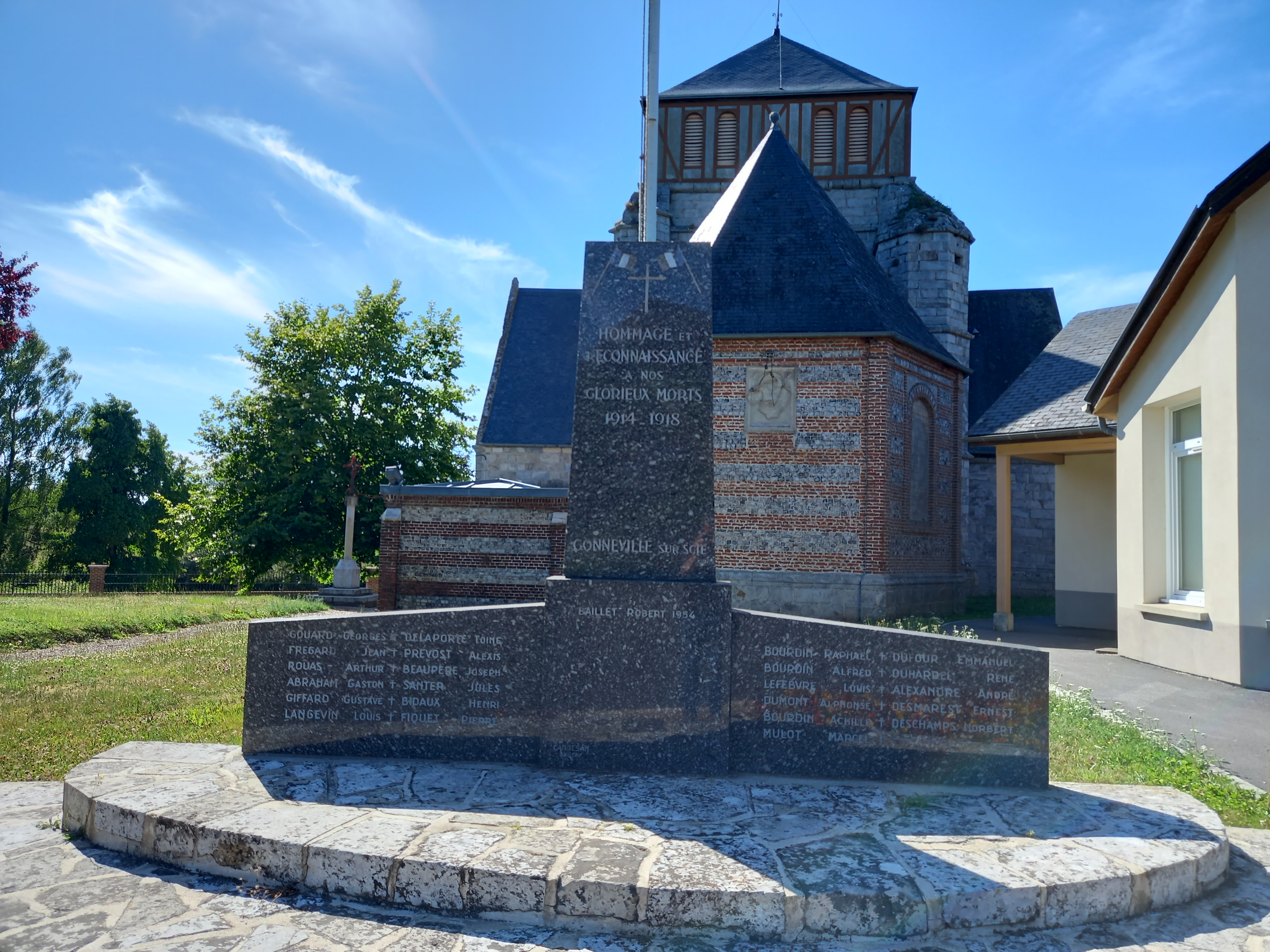
Le monument aux morts.

### Personnalités liées à la commune
- Michel Patrix (1917-1973), artiste peintre et graveur figuratif français appartenant à la seconde École de Paris, qui vécut à Gonneville-sur-Scie. Il y repose, dans une tombe ouvragée par son fils Blaise Patrix, lui aussi artiste peintre.

### Héraldique
| Blason de Gonneville-sur-Scie | Blason  | D'argent à la tête de loup arrachée de sable accostée de deux flèches tombantes de gueules ; au chef vivré d'azur chargée d’une roue de moulin d'or accostée de deux fleurs de lys du même.                                                   |
| Blason de Gonneville-sur-Scie | Détails | La tête de loup évoque leur présence passée dans le pays de Caux. Pêcheries et moulins sont attestés sur les rives de la Scie, elle-même évoquée par jeu de mots par les dentelures du chef. Le statut officiel du blason reste à déterminer. |

## Pour approfondir